# Цистерна четверохолмия
Цистерна четверохолмия (лат. superior cistern cistern of great cerebral vein, quadrigeminal cistern, ambient cistern) — является дорсальным отделом охватывающей цистерны мозга, в которой находятся большая вена мозга и её притоки. Размер этой цистерны примерно 1,5-2 см. Рядом с этой цистерной расположены задние отделы третьего желудочка мозга, верхний червь мозжечка, утолщение мозолистого тела. Дно цистерны выстилает пластинка четверохолмия, на которой находятся бугры четверохолмий.

## Синонимы
Синонимы названия «цистерна четверохолмия» включают в себя: цистерна вены Галена, цистерна Биша, отверстие Биша, канал Биша, верхняя цистерна.